# Prionoscelia minax
Prionoscelia minax är en tvåvingeart som beskrevs av Günther Enderlein 1922. Prionoscelia minax ingår i släktet Prionoscelia och familjen bredmunsflugor. Inga underarter finns listade i Catalogue of Life.